# HD 108236
HD 108236 är en ensam stjärna belägen i den mellersta delen av stjärnbilden Kentauren. Den har en skenbar magnitud av ca 9,25 och kräver  ett teleskop för att kunna observeras. Baserat på parallax enligt Gaia Data Release 2 på ca 15,5 mas, beräknas den befinna sig på ett avstånd på ca 211 ljusår (ca 65 parsek) från solen. Den rör sig bort från solen med en heliocentrisk radialhastighet på ca 17 km/s.

## Egenskaper
HD 108236 är en gul till vit stjärna i huvudserien av spektralklass G5 V. Den har en massa som är ca 0,87 solmassor, en radie som är ca 0,88 solradier och har ca 0,7 gånger solens utstrålning av energi från dess fotosfär vid en effektiv temperatur av ca 5 700 K.
Enligt WISE-uppdragsdata misstänktes stjärnan vara omgiven av en stoftskiva, men en ny analys av data avvisade denna hypotes år 2014 och konstaterade att det var förorening från en närliggande källa till infraröd strålning.

## Planetsystem

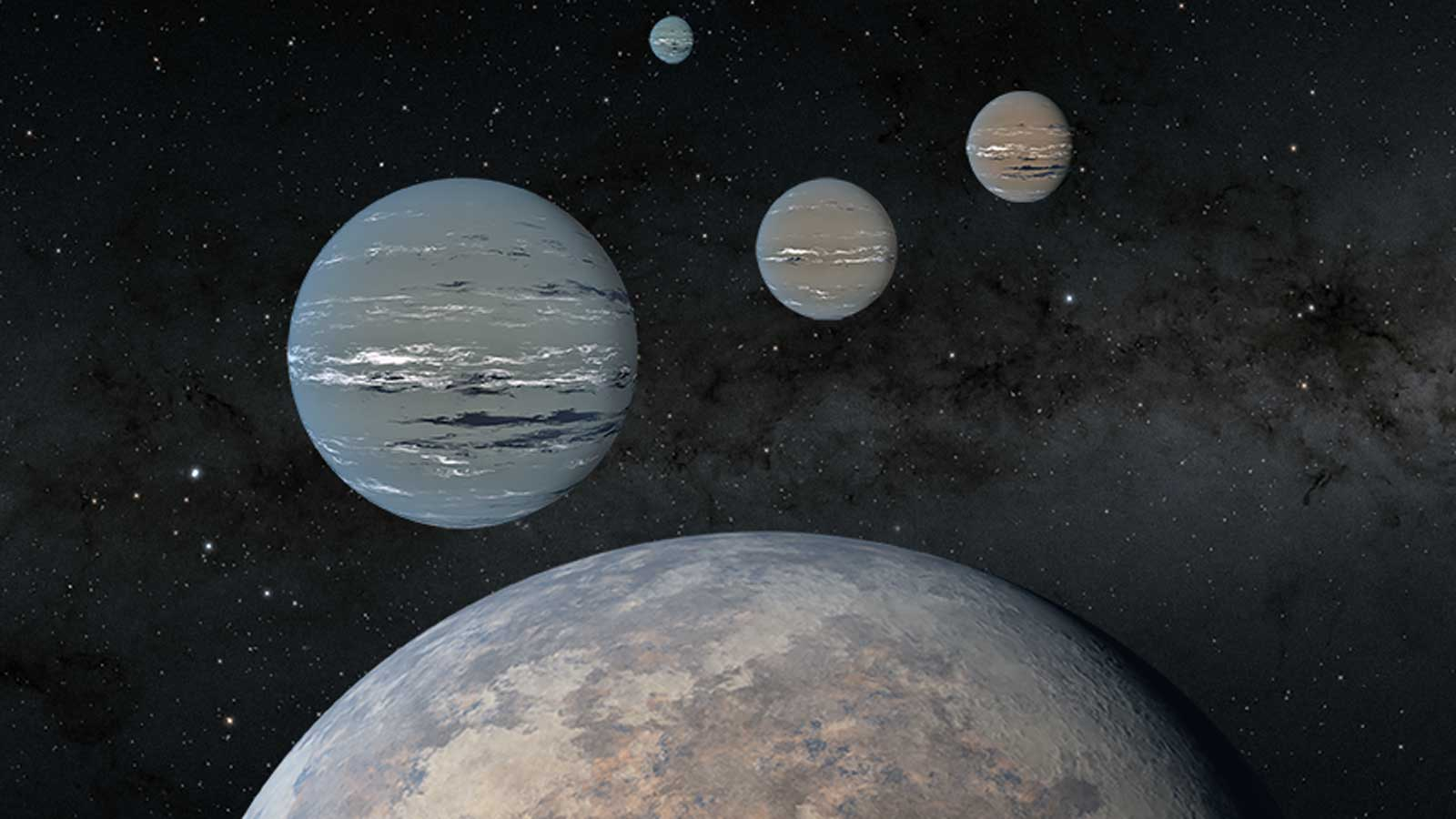
HD 108236:s planeter

År 2020 upptäcktes med transitmetoden fyra exoplaneter som kretsar kring HD 108236, följt av en femte 2021.
| Planet | Massa         | Halv storaxel (AE) | Siderisk omloppstid (d) | Excentricitet | Inklination | Radie             |
| ------ | ------------- | ------------------ | ----------------------- | ------------- | ----------- | ----------------- |
| b      | ≥4,2 ± 1,2 M⊕ | 0,0469 ± 0,0017    | 3,79523 ± 0,00044       | 0             | -           | 1,586 ± 0,098 R⊕  |
| c      | ≥9 ± 2 M⊕     | 0,0651 ± 0,0024    | 6,2037 ± 0,0005         | 0             | -           | 2,068 ± 0,10 R⊕   |
| d      | ≥7,8 ± 1,8 M⊕ | 0,1131 ± 0,004     | 10,86499 ± 0,0056       | 0             | -           | 2,72 ± 0,11 R⊕    |
| e      | ≥8,4 ± 1,4 M⊕ | 0,14 ± 0,0052      | 19,592 ± 0,002          | 0             | -           | 3,12 ± 0,12 R⊕    |
| f      | ≥ 4 ± 1 M⊕    | 0,1759 ±           | 29,54 ±                 | 0             | -           | 2,0172 ± 0,052 R⊕ |